# Annunziata Rees-Mogg

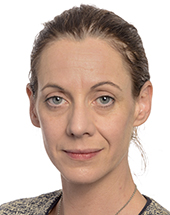
Annunziata Rees-Mogg, 2019

Hon. Annunziata Mary Rees-Mogg (* 25. März 1979 in Bath, Somerset) ist eine britische Politikerin. Vom 2. Juli 2019 bis zum 31. Januar 2020 war sie Mitglied des Europäischen Parlaments. Sie gehört der Brexit Party an und wurde für diese im Wahlkreis East Midlands im Zuge der Europawahlen im Vereinigten Königreich 2019 gewählt.
Sie ist die Schwester des konservativen Politikers Jacob Rees-Mogg.

## Biographie
Rees-Mogg kam als Tochter des Journalisten William Rees-Mogg, Baron Rees-Mogg auf die Welt und trat der Conservative Party bereits im Alter von fünf Jahren bei. Als Grund dafür gab sie an, dass sie zu jung war, um Mitglied der Jugendorganisation Young Conservatives zu werden, und daher der Partei sofort beitrat.
Ihre Schulausbildung beendete sie mit dem Advanced Level in Geschichte, Chemie und Wirtschaft. Sie entschied sich, danach nicht an eine Universität zu gehen, sondern arbeitete in verschiedenen Jobs im Bereich des Journalismus, des Aktienhandels, der Public Relations und des Verlagswesens. Sie lehnte den Irakkrieg und den Hunting Act 2004 ab.
Im Zuge der britischen Unterhauswahlen 2005 trat sie als Kandidatin der Conservative Party im Wahlkreis Aberavon in Wales an. Sie erhielt 10,2 % der Wählerstimmen und wurde vierte von insgesamt sechs Kandidaten. Bei den britischen Unterhauswahlen 2010 war Rees-Mogg als konservative Kandidatin im Wahlkreis Somerton and Frome ausgewählt worden. Im Vorfeld der Wahl wurden ihr gute Chancen eingeräumt. Dennoch musste sie sich letztendlich mit 44,5 % der Stimmen dem Amtsinhaber der Liberal Democrats, David Heath, geschlagen geben. Dieser gewann die Wahl mit 47,5 % der Wählerstimmen.
Im April 2019 wurde Rees-Mogg als Kandidatin der Brexit Party für die Europawahl im Vereinigten Königreich 2019 präsentiert. Nach dem Sieg der Brexit Party zog sie als Abgeordnete in das Europäische Parlament ein. Ihre erste Rede in der Versammlung hielt sie am 19. September 2019. Darin warf sie der Europäischen Union vor, die Demokratie zu betrügen. Bei den Unterhauswahlen 2019 rief sie kurz vor der Wahl zur Wahl der Conservative Party auf, um wegen des Mehrheitswahlrechts den Brexit nicht zu unterminieren.
Rees-Mogg ist seit 2010 mit Matthew Glanville verheiratet und hat zwei Töchter, Molly und Isadora.